# Mustjärvi (sjö i Somero, Egentliga Finland, Finland)
Mustjärvi eller Mustajärvi är en sjö i Finland. Den ligger i kommunerna Somero och Tammela i landskapen Egentliga Finland och Egentliga Tavastland, i den södra delen av landet, 80 km nordväst om huvudstaden Helsingfors. Mustjärvi ligger 110 meter över havet. I omgivningarna runt Mustjärvi växer i huvudsak blandskog. Arean är 47,6 hektar och strandlinjen är 5,41 kilometer lång. Sjön  ingår i Pemar å huvudavrinningsområde. 